# Squash (grøntsag)
 For alternative betydninger, se Squash (flertydig). (Se også artikler, som begynder med Squash)
 Denne artikel bør gennemlæses af en person med fagkendskab for at sikre den faglige korrekthed.

Squash (også kaldet courgette (fransk) eller zucchini (italiensk), latinsk navn: Cucurbita pepo) er en grøntsag, der er plantens frugter. Der findes i to typer: Sommersquash og vintersquash. Sommersquash har normalt grønne eller gule frugter, men findes også i andre farver. De normale sorter har frugter med en agurkelignende facon, men andre faconer forekommer. Vintersquash har en anden slags skal og en anden smag og kan opbevares betydeligt længere tid, men bruges på samme måde som sommersquash.
Squash bruges i den franske grøntsagsret ratatouille. Den er også fin at stege i wok eller skåret i skiver og stegt i olie på panden. Skivet på langs kan squash grilles. Den største squas, man kender til, vejede 65 kilo ved høst. Rekordsquashen var dyrket af Ken Dade, som præsenterede den på den engelske grøntsagsmesse National Amateur Gardening Show.